# Zenkerella insignis
Zenkerella insignis és una espècie de mamífer rosegador de la família dels anomalúrids, endèmica de l'oest de l'Àfrica central. La literatura científica no ha registrat cap observació d'individus vius d'aquesta espècie. Pot ser que estigui amenaçat per la desforestació. Recentment, la seva classificació taxonòmica ha estat objecte de revisió.
El gènere fou anomenat en honor del jardiner, botànic i zoòleg alemany Georg August Zenker.

## Distribució i hàbitat
No hi ha (o possiblement no són clares) registres dins la literatura científica que documentin observacions directes d'individus vius d'aquesta espècie. Malgrat que fou descrita per primer cop el 1898, els esforços de captura han donat lloc a només 14 espècimens dipositats en museus d'història natural del món. A partir d'aquest espècimens, s'ha establert la seva distribució geogràfica que inclou el sud del Camerun, Guinea Equatorial (inclosa l'illa de Bioko), el sud-oest de la República Centreafricana i la República del Congo. No s'ha trobat al Gabon, tot i que és molt probable que hi visqui. Basant-se en les localitats de recol·lecció, habita en selves i boscos de fulla semi-caduca.

## Filogènesi
Es tracta de l'única espècie vivent del gènere Zenkerella i de la família dels zenkerèl·lids, així com l'única espècie supervivent d'una llinatge que se separà de la resta d'anomalúrids vivents, fa aproximadament 49 milions d'anys. Entre els mamífers, són molt poques les espècies supervivents de llinatges tant antics, entre les podem trobat també la tupaia de cua emplomallada o el Colocolo.

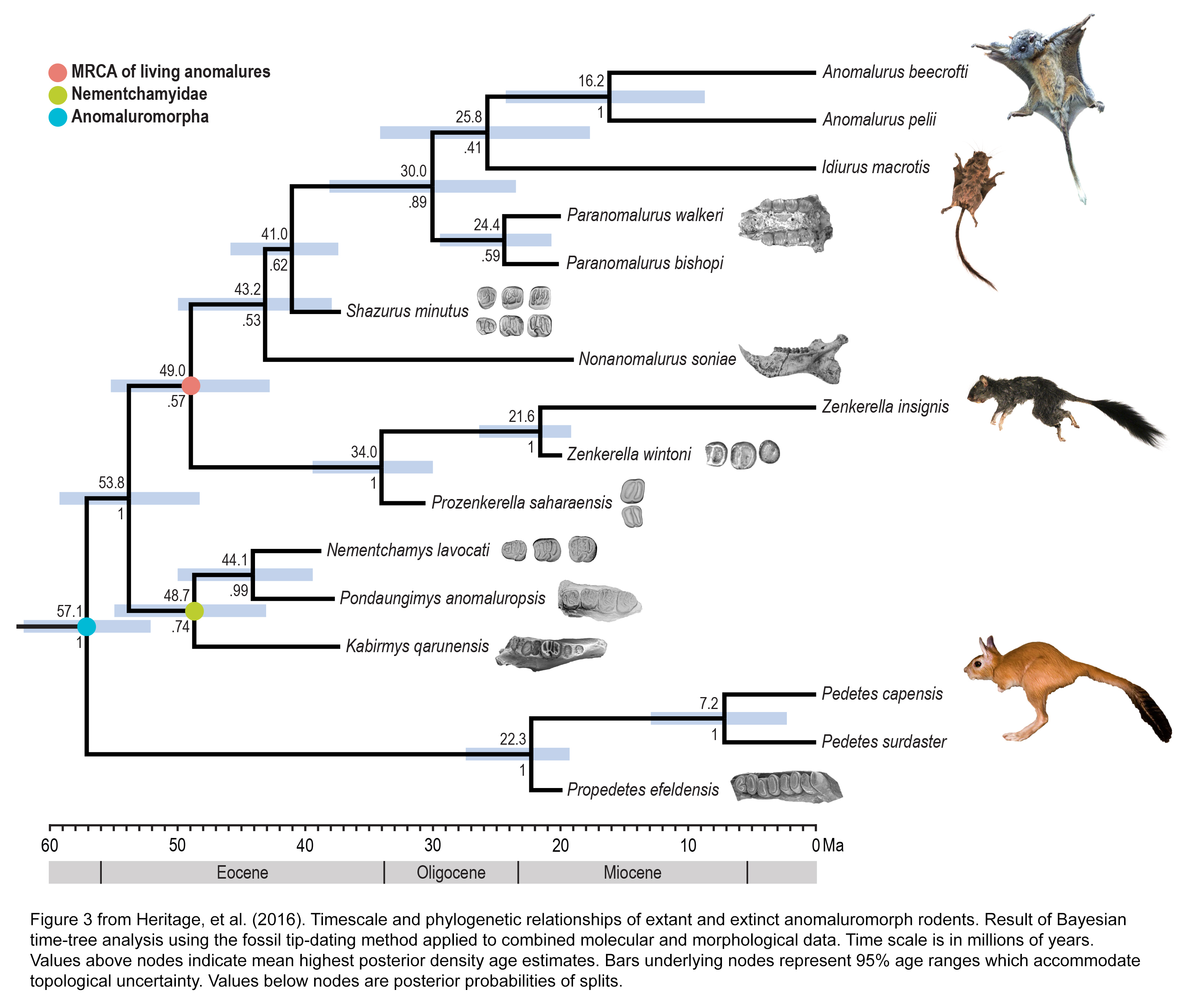
Escala de temps i relacions filogenètiques dels anomalurs vius i extints.

Alguns taxons fòssils que són parents propers putatius inclouen: Zenkerella wintoni (~20 Ma, principis del Miocè, a Kenya), Prozenkerella saharaensis (~31 Ma, principis de l'Oligocè, Libia) i possiblement Oromys zenkerellinopsis (~33 Ma, principis de l'Oligocè, Marroc).
El 2016, es va informar de que s'havien trobat tres cossos sencers d'aquesta espècie a l'illa de Bioko, a Guinea Equatorial. En aquell moment, havien passat més de 20 anys des de l'última troballa d'individus d'aquesta espècie.Aquests individus foren utilitzat per obtenir la seqüència del genoma de l'espècie. Anàlisis filogenètics utilitzant la combinació de dades anatòmiques i ADN van situar al gènere Zinkerella com a tàxon germà del gènere Idiurus dins dels anomalúrids, en contraposició a hipòtesis prèvies que agrupaven aquest gènere amb el gènere Idiurus, dins de la família dels anomalúrids. La posició d'aquesta espècie dins de l'arbre evolutiu dels rosegadors dona suport a un únic origen en l'adaptació dels anomalúrids a planejar, sense reversions evolutives. Anteriorment s'havien contemplat diversos escenaris evolutius molt més complexos. Els mateixos anàlisis situen l'origen del planeig dels anomalúrids a principis de l'Oligocè i l'origen de la divergència de l'espècie a principis del Eocè. Aquests resultats s'han utilitzat per justificar una revisió taxonòmica que ha donat lloc a la nova família de rosegadors dels zenkerèl·lids, en la qual Z.insignis és l'única espècie vivent.

## Morfologia

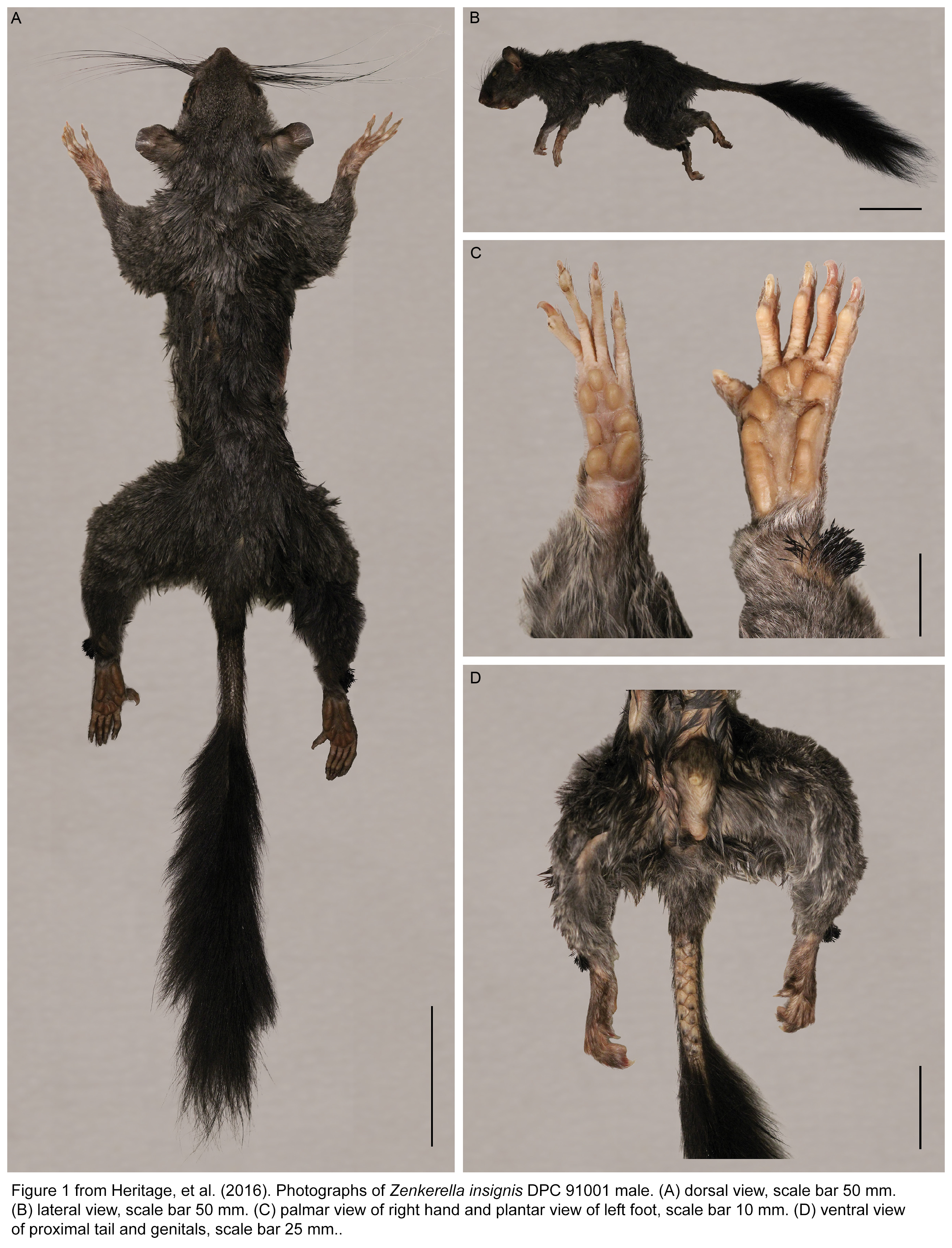
Fotografies de museu d'un mascle.

Els anomalúrids, inclòs Z.insignis, són els únics entre els rosegadors en tenir una sèrie d'escates a la part ventral de la base de la cua. Aquestes escates els proporcionen tracció alhora de pujar pels arbres. Aquesta espècie no té patagis (membranes que uneixen les potes davanteres amb les posteriors) i, per tant, no té la capacitat de planejar. La divergència d'aquesta espècie respecte dels anomalúrids existents va tenir lloc aparentment abans de l'adaptació d'aquests últims a planejar. El fet de poder planejar es una adaptació relativament rara que han s'han produït de forma independent en tres llinatges placentaris de mamífers (anomalúrids, lèmurs voladors i esquirols voladors). Aquesta espècie presenta un pelatge gris cendra al cos i un cua atapida de pèl negre. Els turmells estan coberts de flocs de pèl curt i punxegut. Les mans i els peus tenen 4 i 5 dits respectivament. El primer dit del peu es troba separat dels altres quatre.
Els seus molars són diferents dels dels anomalúrids en presentar una cresta d'esmalt dental que, des de la visió oclusiva, forma un perímetre complet al voltant de la dent i una única cresta transversal que divideix la superfície oclusal en dues conques. Els molars fossilitzats de Z. wintoni i P. saharaensis també presenten aquests trets que no han canviat essencialment des de principis de l'Oligocè. En els mamífers, la morfologia dental constitueix un excel·lent indicador de la dieta de l'animal, és per això que tot sembla indicar que aquest llinatge ha mantingut la mateixa dieta durant com a mínim 31 milions d'anys. La supervivència d'aquest antic llinatge juntament amb la conservació de la seva morfologia durant tant temps, són trets que identifiquen l'espècie Z.insignis com un "fòssil vivent". Malgrat tot, alguns biòlegs han qüestionat l'ús d'aquest terme popular.

## Ecologia
Sense observació científica directe, el seu comportament i la seva dieta són àmpliament deduïts de la informació que es té dels anomalúrids i la informació anecdòtica obtinguda d'entrevistes a habitants locals i paranyers. L'espècie és probablement bàsicament arbòria, encara que captures ocasionals al terra indiquen que ocasionalment baixen dels arbres. Els anomalúrids són principalment o exclusivament nocturns i dorment durant el dia en forats als troncs dels arbres. Aquests hàbits podrien ser també certs en el cas de Z.insignis. Seguint el mateix raonament, es pot deduir que molt probablement aquesta espècie sigui herbívora.

## Conservació
La UICN va catalogar inicialment aquesta espècie dins la categoria de dades insuficients. Posteriorment, el 2008, tenint en compte la seva relativament amplia distribució i el seu hàbitat, que inclou diverses àrees protegides, el va canviar de categoria incloent-la dins de les espècies en risc mínim. No obstant això, alguns biòlegs conservacionistes van declarar que Aquesta classificació amaga el fet que les amenaces com la pèrdua d'habitat i la seva degradació són intenses i generalitzades a l'Àfrica central i que Zinkerella podria trobar-se sota una gran amenaça.